# Sainte-Paule (Rhône)
Pour les articles homonymes, voir Sainte-Paule.
Sainte-Paule (Sainti-Paula en francoprovençal du Beaujolais) est une commune française, située dans le département du Rhône en région Auvergne-Rhône-Alpes.

## Géographie

### Situation
Sainte-Paule est un petit village du Beaujolais situé sur les collines les plus à l'est du Massif Central, à 40 km au nord-ouest de Lyon. La commune de Sainte-Paule appartient au Pays des Pierres Dorées qui doit son nom aux pierres calcaires  ocre-jaune qui caractérisent l'architecture locale. Sainte-Paule fait partie de la communauté de communes Beaujolais Pierres Dorées.

### Relief
La commune de Sainte-Paule a un relief composé de petits vallons, qui s'entourent autour du Crêt de Roche Guillon (772 m), point culminant de la commune. Elle est en pente vers le sud pour un dénivelé d'environ 400 m à partir du nord. La commune est arrosée par deux ruisseaux de moyen débit, le Vervuis à l'est et au sud, et le Robeslet à l'ouest ; tous deux se jettent dans l'Azergues.
Même si l'altitude n'est pas très forte, Sainte-Paule est classée en moyenne montagne. D'une part parce que son accès n'est pas évident depuis la vallée de la Saône, 350 mètres plus bas ; puis d'autre part parce qu'il subsiste à Sainte-Paule une occupation du sol tournée vers l'élevage. Le village en lui-même se situe à 500 m d'altitude.

### Climat
Pour des articles plus généraux, voir Climat d'Auvergne-Rhône-Alpes et Climat du Rhône.
En 2010, le climat de la commune est de type climat océanique dégradé des plaines du Centre et du Nord, selon une étude du Centre national de la recherche scientifique s'appuyant sur une série de données couvrant la période 1971-2000. En 2020, Météo-France publie une typologie des climats de la France métropolitaine dans laquelle la commune est exposée à un climat de montagne ou de marges de montagne et est dans la région climatique  Nord-est du Massif Central, caractérisée par une pluviométrie annuelle de 800 à 1 200 mm, bien répartie dans l’année. 
Pour la période 1971-2000, la température annuelle moyenne est de 10,8 °C, avec une amplitude thermique annuelle de 17 °C. Le cumul annuel moyen de précipitations est de 909 mm, avec 10,2 jours de précipitations en janvier et 7,3 jours en juillet. Pour la période 1991-2020, la température moyenne annuelle observée sur la station météorologique de Météo-France la plus proche, « Liergues_sapc », sur la commune de Porte des Pierres Dorées à 7 km à vol d'oiseau, est de 12,1 °C et le cumul annuel moyen de précipitations est de 710,2 mm,. Pour l'avenir, les paramètres climatiques de la commune estimés pour 2050 selon différents scénarios d'émission de gaz à effet de serre sont consultables sur un site dédié publié par Météo-France en novembre 2022.

### Agriculture

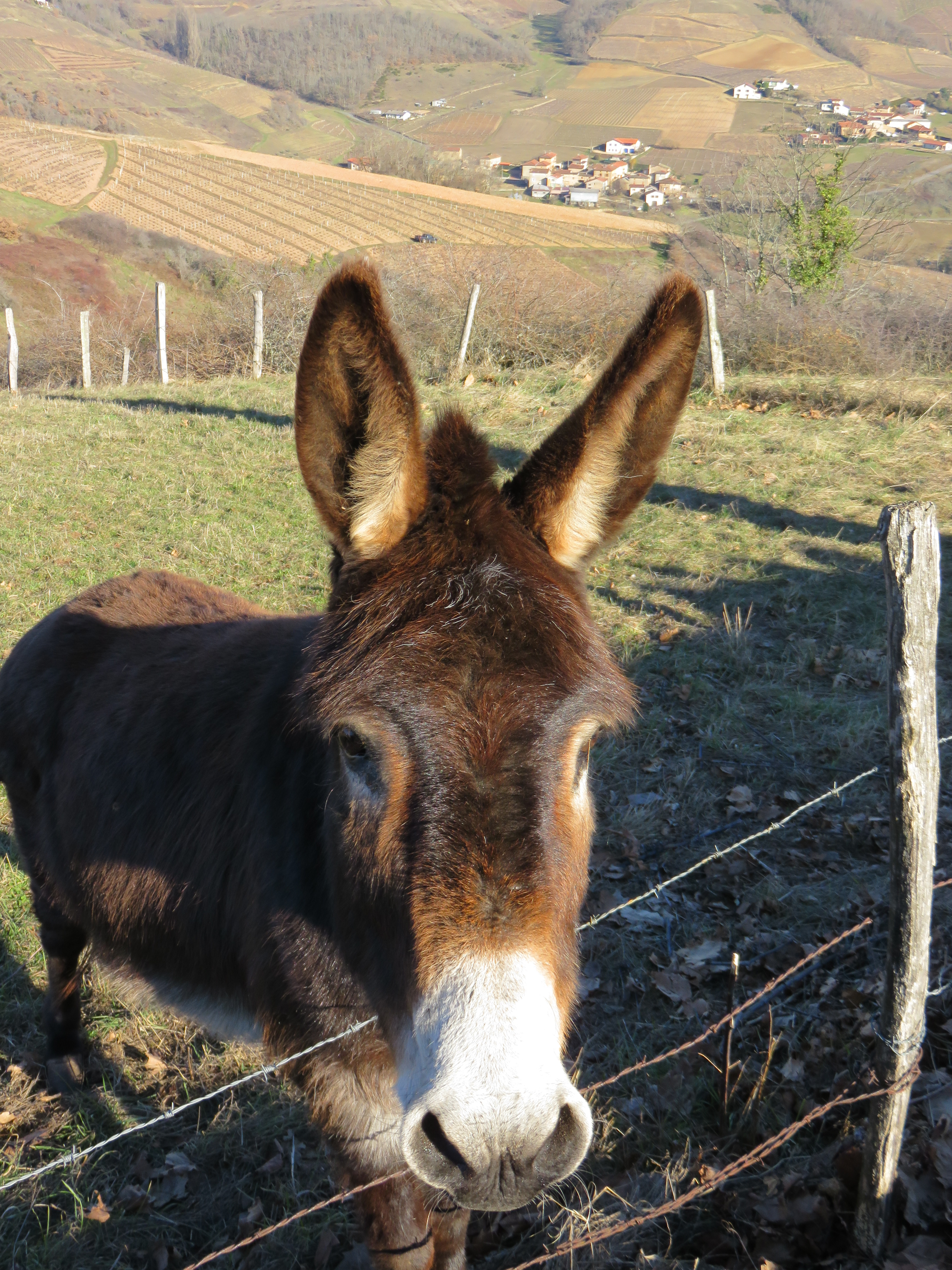
Un âne à Sainte-Paule.

La vigne couvre aujourd'hui environ 1/4 de la surface communale et fait vivre la même part des habitants. Les récoltes sont directement exploitées par les viticulteurs et/ou par les caves coopératives environnantes (Saint-Laurent, Le Bois d'Oingt, Létra, Saint-Vérand ou Theizé). La commune possède sur son territoire des forêts de sapins plantées (Chatoux, Rivière, Fline). Les bois naturels sont également exploités (merisier), mais dans de très petites quantités. La tempête de l'hiver 1999 a néanmoins couché une grande partie de la forêt sur le sommet des collines. L'élevage subsiste à Sainte-Paule sur des étendues peu exploitables pour la viticulture (Crêt de Roche Guillon). Les quelques champs que possèdent la commune sont la propriété d'éleveurs et de viticulteurs qui les utilisent pour leurs travaux (luzerne et trèfle : lapins, blé ⇒ paille : chevaux et vaches, roseaux et seigle ⇒ attache de la vigne).

## Urbanisme

### Typologie
Au 1er janvier 2024, Sainte-Paule est catégorisée commune rurale à habitat dispersé, selon la nouvelle grille communale de densité à sept niveaux définie par l'Insee en 2022.
Elle est située hors unité urbaine. Par ailleurs la commune fait partie de l'aire d'attraction de Lyon, dont elle est une commune de la couronne,. Cette aire, qui regroupe 397 communes, est catégorisée dans les aires de 700 000 habitants ou plus (hors Paris),.

### Occupation des sols
L'occupation des sols de la commune, telle qu'elle ressort de la base de données européenne d’occupation biophysique des sols Corine Land Cover (CLC), est marquée par l'importance des territoires agricoles (72,9 % en 2018), une proportion identique à celle de 1990 (72,9 %). La répartition détaillée en 2018 est la suivante : 
prairies (35,4 %), forêts (27,1 %), cultures permanentes (22,4 %), zones agricoles hétérogènes (15,1 %). L'évolution de l’occupation des sols de la commune et de ses infrastructures peut être observée sur les différentes représentations cartographiques du territoire : la carte de Cassini (XVIIIe siècle), la carte d'état-major (1820-1866) et les cartes ou photos aériennes de l'IGN pour la période actuelle (1950 à aujourd'hui).

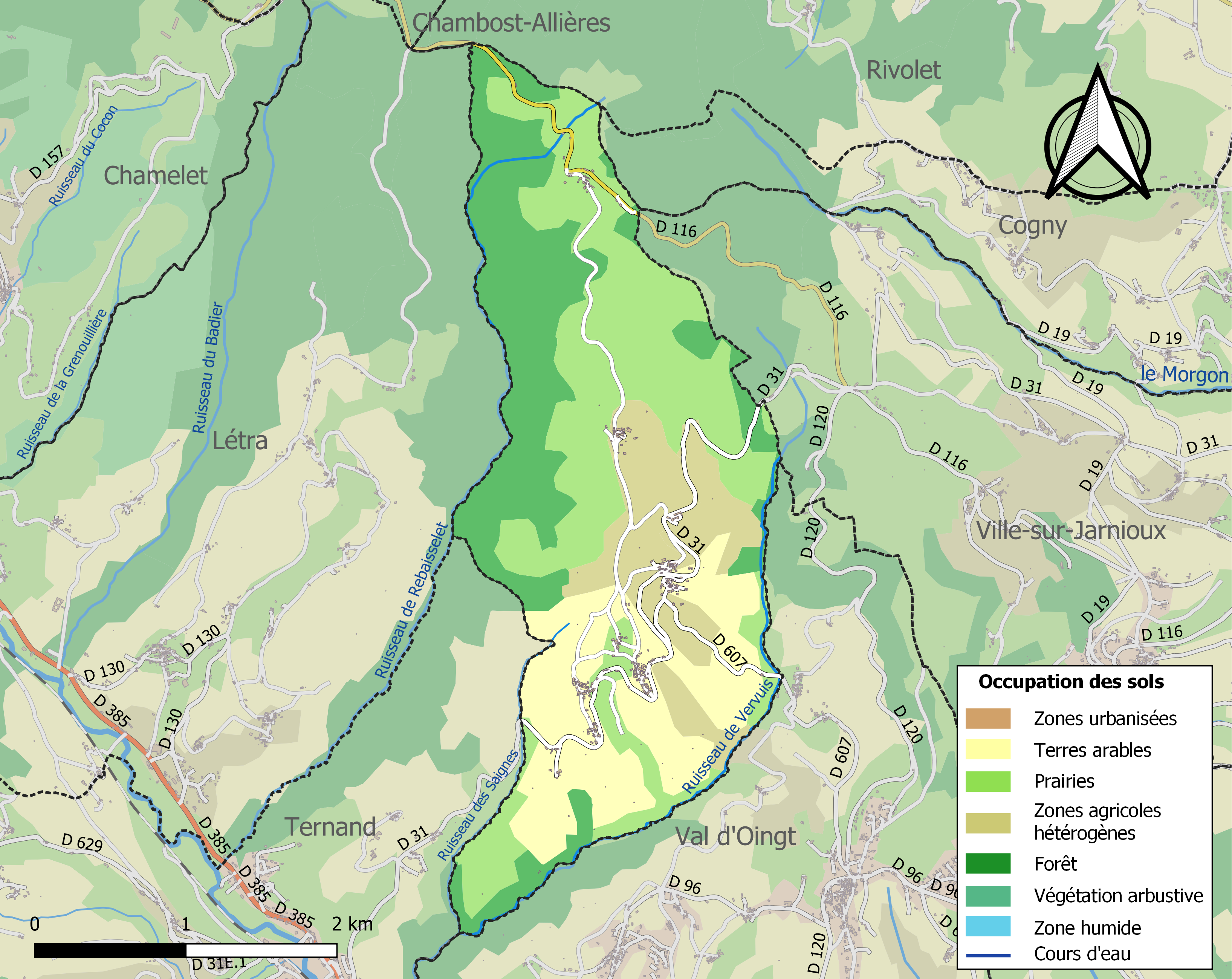
Carte des infrastructures et de l'occupation des sols de la commune en 2018 (CLC).

## Histoire
L'origine du nom vient de[style à revoir] la sainte Paule, dame romaine, morte à Bethléem en 404, où elle fonda plusieurs monastères. L'église sera le point de départ de la paroisse. Sainte-Paule, annexe de Saint-Laurent d'Oingt, dépend de la sénéchaussée de Lyon et de la justice de la vicomté de Bagnols.
En 1078, l'église de Sainte-Paule est donnée à l'abbaye de Savigny. De cette ancienne église, il reste quelques éléments remarquables.
En 1562, Sainte-Paule est victime des ravages du baron des Adrets : elle connaîtra aussi une terrible épidémie de peste.
En 1763, les habitants se révoltent pour protester contre les corvées et les charges.
La Révolution lui enlève son nom, trop religieux aux yeux du gouvernement révolutionnaire, elle devient provisoirement Roche-Guillon.
28 août 1808 : Sainte-Paule est détachée de la paroisse de Saint-Laurent-d'Oingt et devient paroisse indépendante (Jean Favier, missionnaire depuis 1803, devient alors curé de Sainte-Paule, ministère qu'il occupera jusqu'en 1823).
La seconde moitié du XIXe siècle semble une bonne période. En 1886, la population atteint 445 habitants. C'est l'époque glorieuse des mines de lignite. À l'époque la Société des Mines de Sainte-Paule est cotée à la Bourse de Lyon. On dit même que le filon pourrait atteindre une taille supérieure ou égale à celui de Saint-Étienne.
La vigne couvre 200 ha, soit près de la moitié de la surface cultivée. Le vin produit est « tendre et de bonne qualité ». On trouve un très important troupeau, plus de 80 ha de prairie et autant de bois. Puis c'est le déclin démographique, qui s'accélère après 1920.

## Héraldique
| Armes | Les armes de Sainte-Paule se blasonnent ainsi : D'argent à la bande de gueules chargée de trois étoiles d'or posées à plomb, accompagnée, en chef, d'une croisette tréflée et fichée de sable et, en pointe, d'un cep de vigne de sinople. |

## Politique et administration

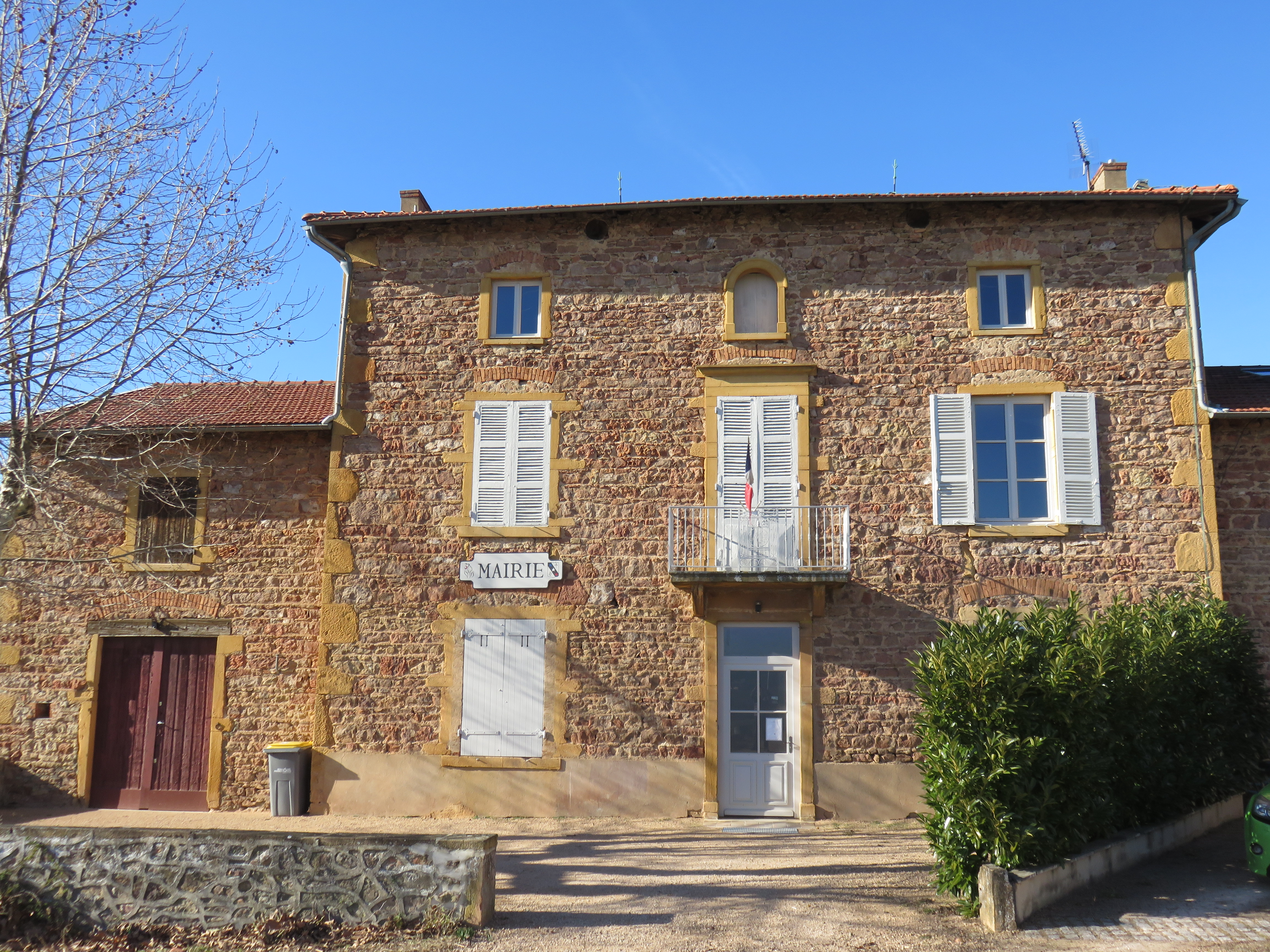
Vue de la mairie.

| Période                                  | Période  | Identité          | Étiquette | Qualité |
| ---------------------------------------- | -------- | ----------------- | --------- | ------- |
| 1971                                     | 1983     | Albert Alix       | SE        |         |
| 1983                                     | 1989     | Étienne Sapin     | SE        |         |
| 1989                                     | 1995     | Gérard Marduel    | SE        |         |
| 1995                                     | 2001     | Léon Cortay       | SE        |         |
| 2001                                     | 2008     | Jean-Paul Bouchez | SE        |         |
| 2008                                     | En cours | Olivier Leccia    | SE        |         |
| Les données manquantes sont à compléter. |          |                   |           |         |

## Démographie
L'évolution du nombre d'habitants est connue à travers les recensements de la population effectués dans la commune depuis 1793. Pour les communes de moins de 10 000 habitants, une enquête de recensement portant sur toute la population est réalisée tous les cinq ans, les populations de référence des années intermédiaires étant quant à elles estimées par interpolation ou extrapolation. Pour la commune, le premier recensement exhaustif entrant dans le cadre du nouveau dispositif a été réalisé en 2007.

En 2022, la commune comptait 330 habitants, en évolution de −0,6 % par rapport à 2016 (Rhône : +3,93 %, France hors Mayotte : +2,11 %).
| 1793 | 1800 | 1806 | 1821 | 1831 | 1836 | 1841 | 1846 | 1851 |
| ---- | ---- | ---- | ---- | ---- | ---- | ---- | ---- | ---- |
| 260  | 249  | 311  | 276  | 328  | 359  | 344  | 330  | 346  |

| 1856 | 1861 | 1866 | 1872 | 1876 | 1881 | 1886 | 1891 | 1896 |
| ---- | ---- | ---- | ---- | ---- | ---- | ---- | ---- | ---- |
| 333  | 359  | 361  | 373  | 407  | 471  | 445  | 440  | 420  |

| 1901 | 1906 | 1911 | 1921 | 1926 | 1931 | 1936 | 1946 | 1954 |
| ---- | ---- | ---- | ---- | ---- | ---- | ---- | ---- | ---- |
| 402  | 413  | 373  | 269  | 232  | 217  | 229  | 224  | 191  |

| 1962 | 1968 | 1975 | 1982 | 1990 | 1999 | 2006 | 2007 | 2012 |
| ---- | ---- | ---- | ---- | ---- | ---- | ---- | ---- | ---- |
| 176  | 178  | 180  | 177  | 205  | 245  | 280  | 284  | 337  |

| 2017 | 2022 | - | - | - | - | - | - | - |
| ---- | ---- | - | - | - | - | - | - | - |
| 324  | 330  | - | - | - | - | - | - | - |

## Lieux et monuments
Sont à voir à Sainte-Paule :
- L'église romane sous le vocable de sainte Paule, des XIe et XIIe siècle (avec une partie du XVe), qui dépendait jadis de l'abbaye de Savigny et du prieuré de Saint-Laurent d'Oingt. La façade et la dernière travée de la nef datent de 1867. L'intérieur a été bien restauré en 1979. Le clocher roman, qui contient deux cloches (l'une, la plus grosse, fondue en 1840, et l'autre, plus petite, en 1797), a été changé aussi mais pas dans le style d'origine (voir photo du musée). Dans l'église, deux œuvres sont classées au titre des Monuments historiques :
  - une piéta en marbre du XVe siècle visible au-dessus de l'un des autels latéraux ;
  - un bénitier en pierre de la fin du XVe siècle provenant de l'ancienne église.
- Sur la place Léa-Moret, une croix datée de 1596, décorée de nombreuses figures sculptées. Il y a sept croix sur le territoire de la commune, dont celle de Mori (au-dessus du Bourg), érigée en lieu et place en mémoire d'une grave épidémie de peste qu'a connu le village (milieu du XVIe siècle).
- Sur la mairie, une plaque en l'honneur de la campagne de Sainte-Paule qui « célébra la région ».
- Le monument aux morts, inauguré en 1921. Jusqu'en 1940, à son sommet, s'y voyait une statue représentant le coq français terrassant l'aigle allemand (elle fut enlevée en 1940 après l'Armistice et n'a pas été retrouvée depuis).
- La Madone du Favrot, qui fut érigée en reconnaissance après la Seconde Guerre mondiale. Elle est célébrée, comme dans toute la région, chaque 8 décembre, en remerciement pour la fin de la peste noire dans la région de Lyon.

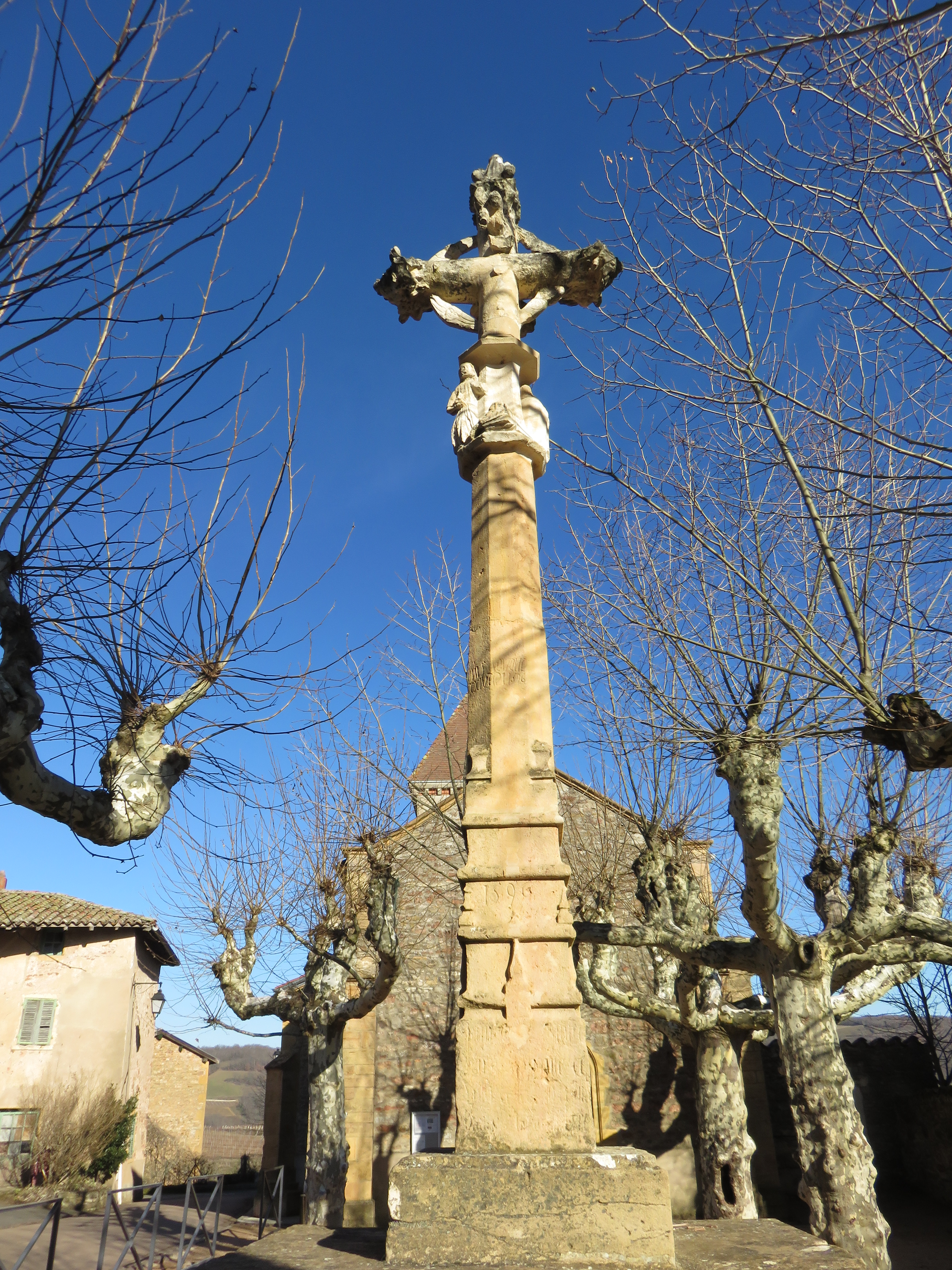
La croix monumentale de 1596.
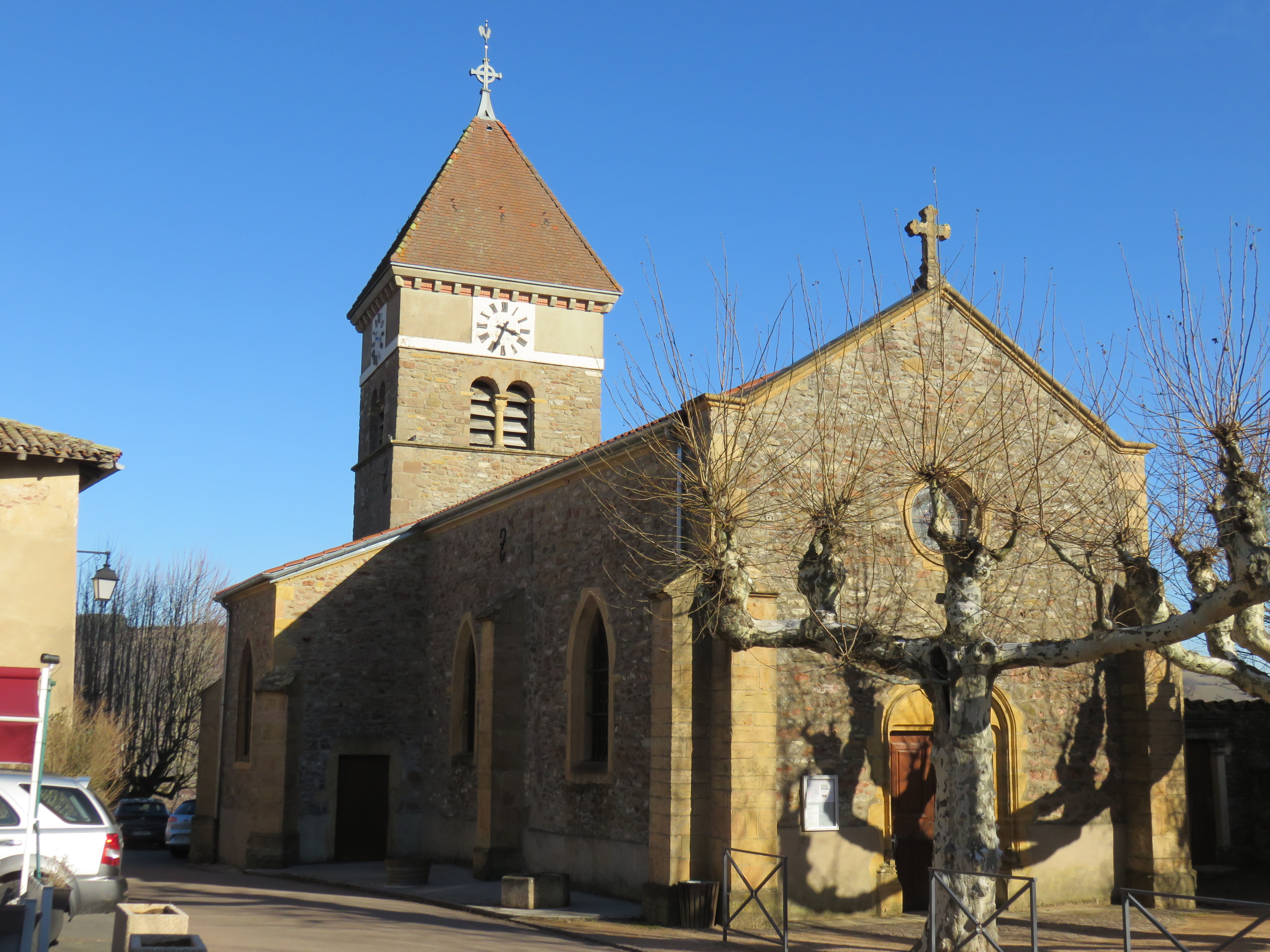
L'église romane, sous le vocable de sainte Paule.
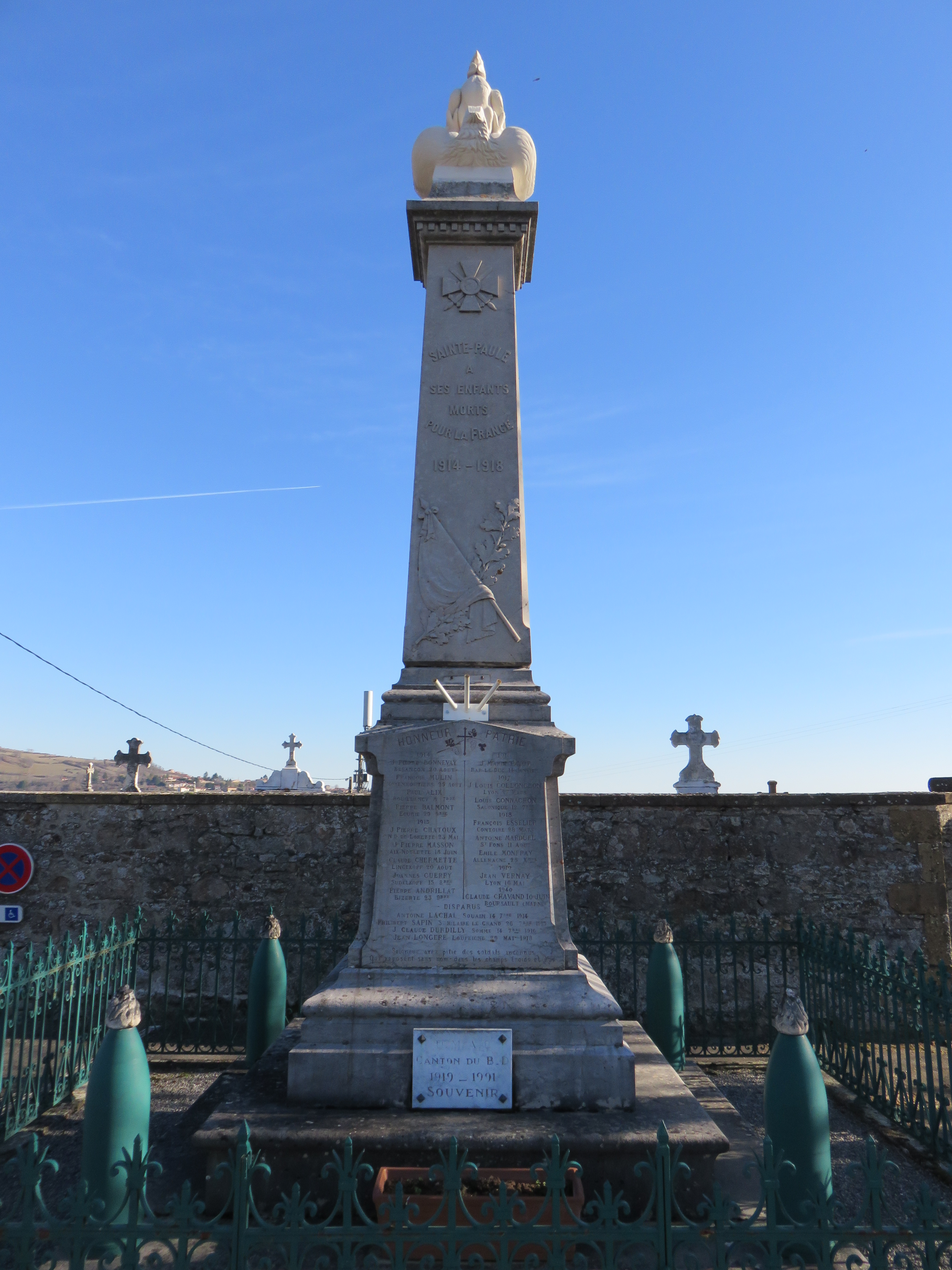
Le monument aux morts.

## Événements
- Le village a accueilli une partie du tournage du film Camping à la ferme de Jean-Pierre Sinapi, sorti en 2005[17].